# ウィルソン グローバル・エクスプローラー
ウィルソン グローバル・エクスプローラー
ニューメキシコ州、サンタフェで整備中のグローバル・エクスプローラー2号機（1995年）
- 用途：探検用航空機
- 設計者：ディーン・W・ウィルソン（Dean W. Wilson）
- 製造者：ディーン・W・ウィルソン
- 運用者：インターナショナル・エクスプローラーズ
- 初飛行：1991年4月
- 生産数：2機
- 運用開始：1994年

ウィルソン グローバル・エクスプローラー（Wilson Global Explorer）は、僻地探検の支援に使用するために1990年代初めにアメリカ合衆国で製作された水陸両用の飛行艇である。 

## 開発
高翼双発のグローバル・エクスプローラーは、探検家のユベール・ド・シュヴィニィ（Hubert de Chevigny）からの注文に応じてディーン・W・ウィルソン（Dean W. Wilson）により設計/製作され、1991年4月に初飛行を行った。後に2号機も製作された。
グローバル・エクスプローラーは普通の航空機とは異り、各所に窓を設け後部に睡眠とその他の目的に使用できる設備を持った高さのある幅広い艇体を有している。強度を増すために高翼配置の主翼は胴体側面と下部スポンソン（張り出し）から延びる支持架により支えられている。艇体前方へ引き込まれる首輪は岸辺での運用でバンパーの役割を果たし、取り外し式の主車輪はスポンソン側面に固定されて浮力と水上での操作性を助けている。
計画された目的地へ到達するまでに飛行すると予想される高度に応じて出力200 hp から 300 hp までの様々なライカミング製エンジンが装着される。

## 運用の歴史

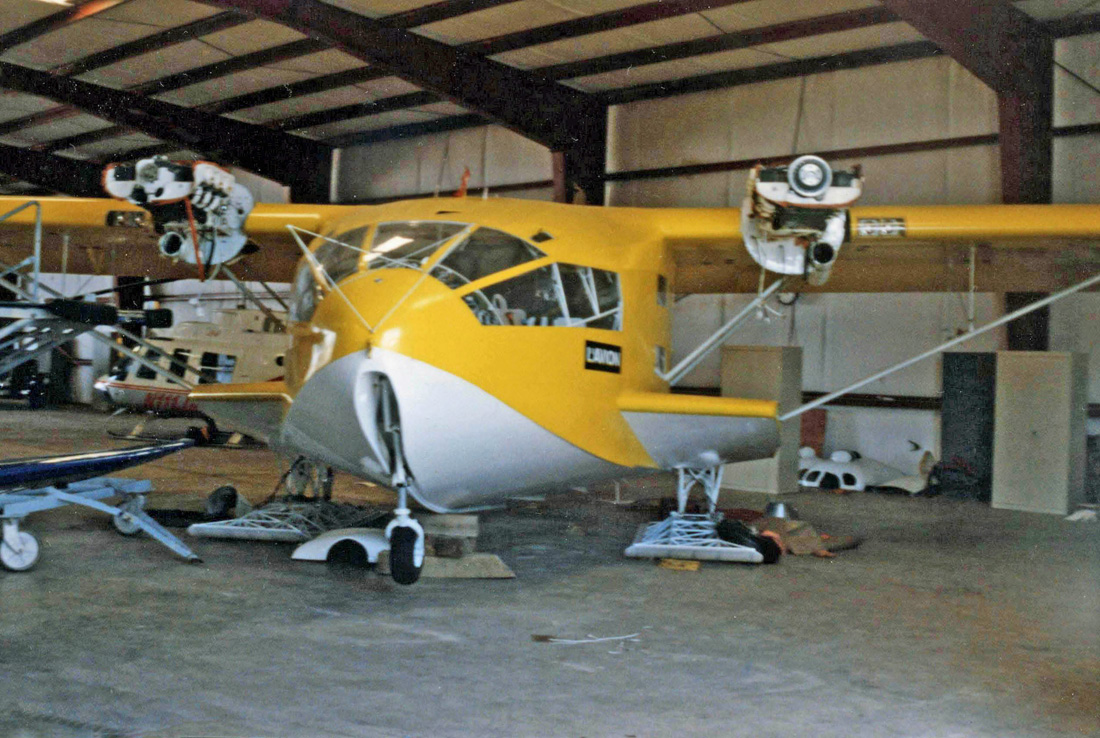
グローバル・エクスプローラー前面。深く幅広い艇体と前方引き込み式の首輪を収める切り欠き。

機首に「"L'Avion"」という愛称を書き込まれたグローバル・エクスプローラーは、ユベール・ド・シュヴィニィによりオーストラリアのグレート・バリア・リーフ、アルゼンチンのティエラ・デル・フエゴやボリビアといった世界各地での探検や撮影に使用されている。本機は7名の人員が一晩で簡単に分解でき、使用される地へ船便で送ることができる

## 要目
coastcomp.com より
- 乗員：1名
- 搭載量：乗客6名と搭乗員
- 全長：12.14 m (39 ft 10 in)
- 全幅：20.42 m (67 ft 0 in)
- 全高：6.71 m (22 ft 0 in)
- 空虚重量：2,266 kg (4,995 lb)
- 全備重量：3,629 kg (8,000 lb)
- エンジン：2 ×  テキストロン・ライカミング IO-540 水平対向6気筒 空冷エンジン、300 hp (220 kW)
- 最大速度：190 km/h (120 mph; 100 kn)
- 巡航速度：180 km/h (110 mph; 96 kn)
- 失速速度：97 km/h (60 mph; 52 kn)